# Bioprodukt
Bioprodukt je jakákoliv surovina rostlinného nebo živočišného původu, která pochází z ekologického hospodářství a je na ni vystaven platný certifikát.
Biopotravina je potravina vyrobená z produktů ekologického zemědělství za podmínek určených zákonem, která splňuje specifické požadavky na jakost a zdravotní nezávadnost (např. bez použití umělých hnojiv, škodlivých chemických postřiků či geneticky modifikovaných organismů (GMO) a výrobků na jejich bázi.)

## Charakteristika
Je možné vnímat bioprodukt a biopotravinu jako odlišné pojmy. Bioprodukt je surovina (nebo přímá poživatina), která může být rostlinného nebo živočišného původu, vzešlá z ekologického zemědělství. Jako bioprodukt lze certifikovat nejenom suroviny pro výrobu biopotravin, ale také zástavová zvířata, chovná zvířata nebo suroviny pro nepotravinářské využití. Biopotravina je většinou zpracovaným bioproduktem.

## Postup výroby
Při jejich produkci nesmí být užito umělých hnojiv, ošetřovacích prostředků a jiných látek, které narušují životní prostředí nebo se v něm přirozeně nevyskytují. Producent bioproduktů musí mít uzavřenou řádnou smlouvu o kontrole biokvality s úředně uznávanou kontrolní organizací, která u celého procesu výroby bioproduktu (provozovny, sklady, balírny, přeprava) kontroluje dodržování zákonem stanovených směrnic pro ekologické zemědělství. Základním právním předpisem, který v Česku upravuje zásady ekologického zemědělství, je Zákon 242/2000 Sb. o ekologickém zemědělství vydaný Ministerstvem zemědělství a Nařízení Evropské Rady č. 834/2007. Kromě toho mohou mít jednotlivé svazy ekozemědělců vlastní směrnice upravující produkci, které však nesmí být v rozporu s výše uvedenými zákony a slouží výhradně pro další zvýšení kvality bioprodukce. V případě, že je producent certifikován jako bioprovoz a při výrobě soustavně a bez výjimky dodržuje předepsané směrnice, je oprávněn své zboží označit jako bioprodukt (biopotravina). Jedná se o tzv. nadstandardy a může se jednat např. o vyšší nároky na welfare zvířat nebo péči o přírodu.

## Značení a certifikace
Podle evropské legislativy musejí výrobci biopotravin u všech balených biopotravin vyprodukovaných v rámci Evropské unie uvádět toto logo (tzv. eurolist). Tato značka není povinná pouze u dovozu ze zemí mimo EU a u nebalených biopotravin. Značka musí být doplněna informacemi o původu suroviny (EU/mimo EU). Podle tuzemského předpisu musí být každá potravina, která je označena slovem BIO či souslovím produkt ekologického zemědělství, také opatřena na obalu kódem kontrolní organizace a tímto grafickým znakem (tzv. biozebra). Touto značkou mohou být označeny i potraviny s původem mimo ČR.
V souvislosti s bioprodukty se smí užívat výrazy jako „biologický“, „organický“ a „ekologický“, anebo předpony „bio“ a „eko“. Použití těchto výrazů pro jiné než certifikované produkty ekologického zemědělství je v rozporu se zákonem a může být sankciováno pokutou.
Při nákupu na farmě, která se deklaruje jako ekologická a nabízí biopotraviny, musí být farmář schopen předložit platný certifikát o původu bioproduktu vydaný jednou z kontrolních organizací, který stvrzuje, že farma prošla kontrolou dodržování zákonem stanovených podmínek pro ekologické zemědělství a může prodávat biopotraviny. Certifikát bývá doplněn ještě seznamem produktů, které farma smí prodávat s označením BIO.
Ekologičtí zemědělci a výrobci biopotravin se řídí zákonem č. 242/2000 Sb a Nařízením Rady (ES) č. 834/2007 o ekologické produkci a označování ekologických produktů. Musí být registrováni u Ministerstva zemědělství ČR. Na dodržování právních norem pro ekologické zemědělství (EZ) v ČR dohlíží celkem tři kontrolní organizace: KEZ, ABCERT, BIOKONT, pověřené Ministerstvem zemědělství ČR. Tyto kontrolní organizace zároveň vydávají certifikáty osvědčující původ výrobků producentů.Nejenže udělují příslušné certifikáty, ale provádějí také kontroly u výrobců, zpracovatelů i velkoobchodníku s biopotravinami. Inspektoři kontrolních organizací provádějí pravidelné i namátkové kontroly na biofarmách, u zpracovatelů i velkoobchodníku. Minimálně jednou ročně tak projde celý řetězec výroby, zpracování a distribuce kompletní kontrolou.
V rámci bioproduktů je třeba rozlišovat dvě kategorie produktů, jejichž značení je taktéž odlišné.
Produkty z přechodného období – účelem přechodného období neboli tzv. konverze je přeměna tradiční zemědělské výroby na ekologické zemědělství způsobem uvedeným v žádosti o registraci, a zabezpečení odstranění vlivu negativních dopadů předchozí zemědělské činnosti na zemědělskou půdu, krajinu a životní prostředí. V tomto období zemědělec teprve začíná produkovat dle směrnic období konverze, které trvá 2–3 roky, max. 6 let. Podle zákona jsou tyto produkty označeny chráněnou značkou „produkt z přechodného období“. Nejčastější využití těchto produktů je převážně jako osivo další ekologické produkce, v omezené míře je určeno k prodeji a spotřebě u konečných zákazníků.
Bioprodukty – bioprodukty mají označení původu z ekologického zemědělství nebo mají druhové názvy vytvořené „bio“ k obvyklému názvu tradičního výrobku, nebo název nový obsahující předponu „bio“ nebo přívlastek „ekologický“ (biologický, organický). Při uvádění na trh musí být kromě tohoto značení výrobky opatřeny stanovenou značkou bioprodukty, tzn. chráněnou značkou a názvem, eventuálně ochrannou známkou producentského svazu a firemním názvem výrobce. V Evropské unii lze také používat celoevropskou značku pro biopotraviny, která je však používána zatím pouze ojediněle.

## Ekonomika
Největší podíl biopotravin v rámci celkového objemu národního trhu s potravinami a nápoji dosahuje Dánsko (9,7 %), Lucembursko (8,6 %), Švýcarsko (8,4 %), Rakousko a Švédsko (7,9 %). Objem v České republice dosahuje přibližně 1,5 miliardy korun, což představuje méně než jednoprocentní podíl.
K rozšířenějším biopotravinám patří například biovejce (v některých evropských státech dosahují až dvacetiprocentní podíl) nebo biozelenina (pětinový podíl ve Švýcarsku, Rakousku, Švédsku a Německu). Největšího zastoupení dosahují v ČR biopotraviny v segmentech hotových dětských výživ (13 %), kuchyňských olejů (7 %), trvanlivého mléka (6 %), jogurtů (5 %) a suché dětské stravy (4 %).

## Kvalita biopotravin a bioproduktů
Přírodní původ produktu neznamená prospěšnost zdraví. Přírodní xenobiotikum může škodit i nenarozeným dětem.
Kvalita bioproduktů je na rozdíl od konvenčních zemědělských komodit určována kvalitou celého zemědělského systému a zpracovatelského postupu. Je dána způsobem, jakým byly rostliny vypěstovány, jak byla zvířata chována a jak byl bioprodukt zpracován (zušlechtěn), skladován a distribuován. Tedy technologií produkce, která je určena přísnými předpisy a zajištěna stejně přísným kontrolním systémem. S kvalitou souvisí i způsob produkce z hlediska etického, morálního, sociálně-psychologického a environmentálního, kdy si je spotřebitel vědom, že způsob produkce byl ekologický, šetrný k životnímu prostředí, ohleduplný k chovu hospodářských zvířat a všemu živému, šetrný k neobnovitelným zdrojům surovin a energie.
Environmentální, společenské či ekonomické aspekty ekologického zemědělství stejně jako možné rozdíly v kvalitě a zdravotních přínosech mezi bio a konvenčními potravinami jsou předmětem mnoha vědeckých studií a také diskusí zastánců a odpůrců tohoto systému. Souhrnné poznatky výzkumu jsou přehledně shrnuty např. v těchto publikacích:
- 90 argumentů pro ekologické zemědělství [4]
- Mýty v ekologickém zemědělství [5]
- Studie vědců ze Stanfordu o přínosech biopotravin pro lidské zdraví [6]
- Biopotraviny v kontextu ideologie zdraví [7]

Ekologičtí zemědělci a výrobci biopotravin se řídí zákonem č. 242/2000 Sb. a Nařízením Rady (EHS) č. 2092/91 a musí být registrováni u Ministerstva zemědělství ČR. Na dodržování právních norem pro ekologické zemědělství (EZ) v ČR dohlíží celkem tři kontrolní organizace: KEZ, ABCERT, BIOKONT, pověřené Ministerstvem zemědělství ČR. Tyto kontrolní organizace zároveň vydávají certifikáty osvědčující původ výrobků producentů.
V rámci bioproduktů je třeba rozlišovat dvě kategorie produktů, jejichž značení je taktéž odlišné.
- Produkty z přechodného období – účelem přechodného období neboli tzv. konverze je přeměna tradiční zemědělské výroby na ekologické zemědělství způsobem uvedeným v žádosti o registraci, a zabezpečení odstranění vlivu negativních dopadů předchozí zemědělské činnosti na zemědělskou půdu, krajinu a životní prostředí. V tomto období zemědělec teprve začíná produkovat dle směrnic období konverze, které trvá 2–3 roky, max. 6 let. Podle zákona jsou tyto produkty označeny chráněnou značkou „produkt z přechodného období“. Nejčastější využití těchto produktů je převážně jako osivo další ekologické produkce, v omezené míře je určeno k prodeji a spotřebě u konečných zákazníků.
- Bioprodukty – bioprodukty mají označení původu z ekologického zemědělství nebo mají druhové názvy vytvořené „bio“ k obvyklému názvu tradičního výrobku, nebo název nový obsahující předponu „bio“ nebo přívlastek „ekologický“ (biologický, organický). Při uvádění na trh musí být kromě tohoto značení výrobky opatřeny stanovenou značkou bioprodukty, tzn. chráněnou značkou a názvem, eventuálně ochrannou známkou producentského svazu a firemním názvem výrobce. V Evropské unii lze také používat celoevropskou značku pro biopotraviny, která je však používána zatím pouze ojediněle.